# Демидова, Мария Александровна (биатлонистка)
Мария Александровна Демидова (1 августа 1988, Омск — 26 июля 2013, там же) — российская биатлонистка, участница Кубка IBU, чемпионка и призёр чемпионата России, серебряный призёр чемпионата мира по летнему биатлону (2010). Мастер спорта России.

## Биография
Начинала заниматься биатлоном в ГУ «Омский областной центр лыжного спорта» под руководством своего отца А. С. Демидова и Владимира Семёновича Анисимова. Впоследствии выступала за «Академию биатлона» (Красноярск), тренировалась у Ильгиза Нургояновича Самигуллина. На внутренних соревнованиях представляла Красноярский край.

### Юниорская карьера
В 2005 году заняла второе место на Спартакиаде учащихся России. В 2007 году стала бронзовым призёром первенства России среди девушек в эстафете. В 2008 году одержала победу в спринте и стала серебряным призёром в эстафете на первенстве страны среди юниоров по летнему биатлону.
В 2007 году на чемпионате мира по летнему биатлону среди юниоров в Отепя заняла седьмое место в спринте и пятое — в гонке преследования.
В зимнем биатлоне принимала участие в чемпионатах мира среди юниоров в 2008 году в Рупольдинге и в 2009 году в Канморе, но не поднималась выше 18-го места.
В сезоне 2007/08 участвовала в гонках юниорского Кубка IBU.

### Взрослая карьера
В сезоне 2009/10 участвовала в Кубке IBU. На дебютном этапе в От-Морьенне заняла девятое место в спринте, а в гонке преследования показала лучший результат в карьере — четвёртое место. Ещё дважды попадала в топ-10 на этапе в Валь-Мартелло.
На чемпионате мира по летнему биатлону 2010 года в Душники-Здруй завоевала серебряную медаль в смешанной эстафете в составе сборной России вместе с Евгенией Седовой, Андреем Маковеевым и Евгением Гараничевым, а также была девятой в спринте и 20-й — в гонке преследования.
На уровне чемпионата России выигрывала золотые медали в 2010 году в эстафете, также была серебряным призёром в 2010 году в суперпасьюте и в 2012 году в командной гонке.
В 2012 году завершила спортивную карьеру и вернулась в Омск. Погибла в ДТП 26 июля 2013 года, незадолго до своего 25-летия, пересекая Проспект Мира была сбита машиной Honda Accord во время поездки на велосипеде.
Похоронена в посёлке Муромцево Омской области.